# Christian Wolff (attore)
Christian Wolff (Berlino, 11 marzo 1938) è un attore e doppiatore tedesco.
Tra cinema e televisione, è apparso in oltre un centinaio di differenti produzioni, a partire dalla fine degli anni cinquanta.; tra i suoi ruoli più noti, figurano, tra l'altro, quello del Signor Hans nella serie televisiva Die Unternehmungen des Herrn Hans (1976-1977) e quello di Martin Rombach nella serie televisiva La casa del guardaboschi (Forsthaus Falkenau, 1989-2006).  Come doppiatore, ha prestato la propria voce ad attori quali Piere Brice, Alain Delon, Giuliano Gemma, Roger Van Hool, ecc.
È il padre dell'attore Patrick Wolff.

## Biografia

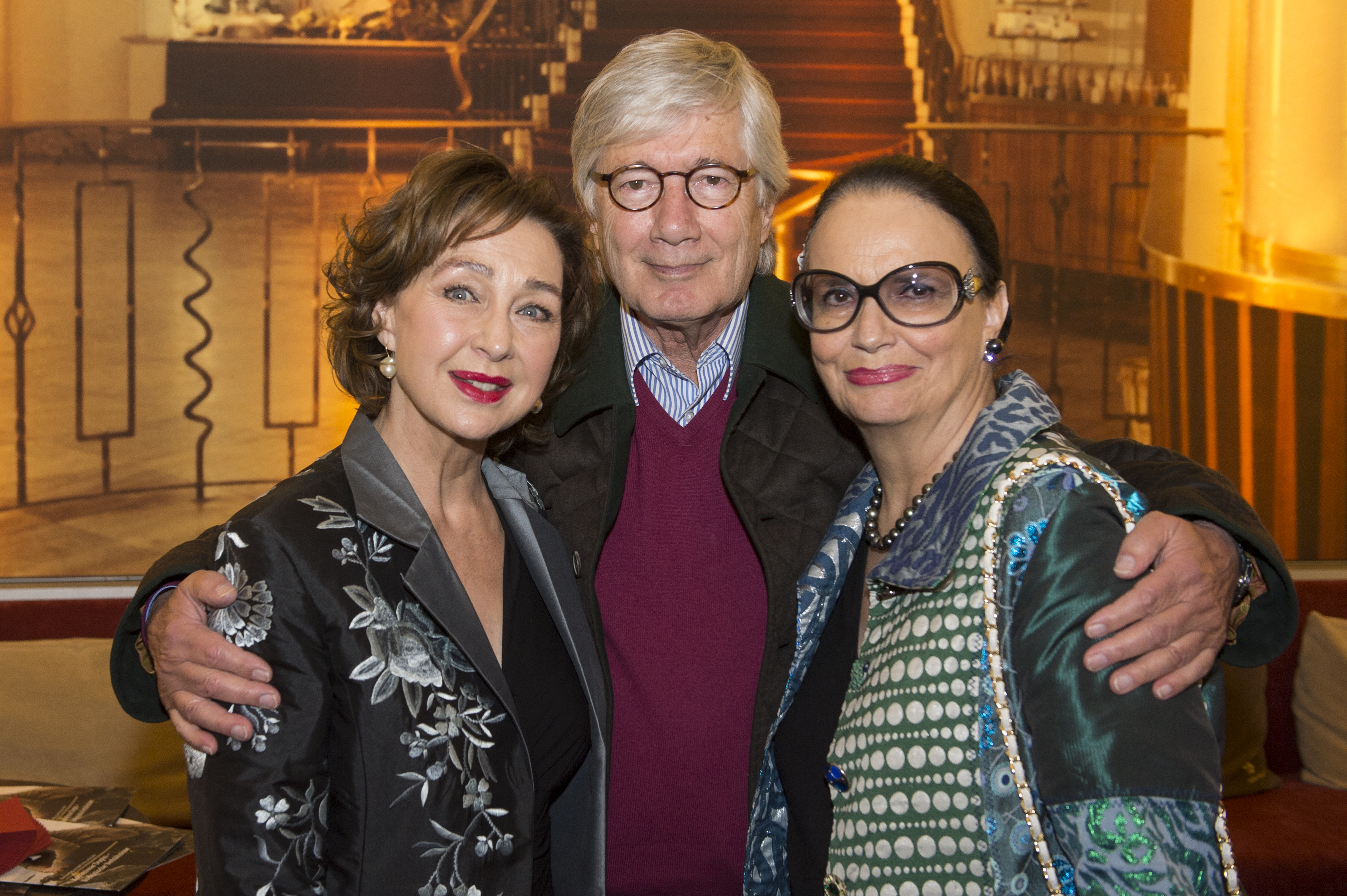
Christian Wolff nel 2014

### Vita privata
Christian Wolff vive ad Aschau im Chiemgau assieme alla moglie Marina Handloser, sposata in terze nozze nel 1975.

## Filmografia parziale

### Cinema
- Processo a porte chiuse (Anders als du und ich), regia di Veit Harlan (1957)
- Le precoci (Die Frühreifen), regia di Josef von Báky  (1957)
- Es war die erste Liebe (1958)
- Il bacio del sole (Don Vesuvio), regia di Siro Marcellini (1958)
- Lo scorticatore (1958)
- Sulla via del delitto (1959)
- L'uomo ucciso due volte (Der blaue Nachtfalter), regia di Wolfgang Schleif (1959)
- I pirati del cielo (Abschied von den Wolken), regia di Gottfried Reinhardt (1959)
- Il diavolo che uccide così? (1959)
- Sissi e il granduca (1960)
- La confessione di Carnevale (1960)
- La regina del Rio delle Amazzoni (1964)
- Wenn mein Schätzchen auf die Pauke haut (1971)
- Seitenstechen (1985)
- Treppe Aufwärts, regia di Mia Meyer (2015)
- Hannas schlafende Hunde (2016)

### Televisione
- Kabale und Liebe - film TV (1959)
- Wetter veränderlich - film TV (1960)
- Meine Frau Susanne - serie TV, episodio 01x05 (1963)
- Die Schlüssel - miniserie TV (1965)
- Das Kriminalmuseum - serie TV, episodio 03x01 (1965)
- Der Diplomat auf Eis - film TV (1965)
- Ein Schloß in Schweden - film TV, regia di Wolfgang Liebeneiner (1967)
- Die Geschichte von Vasco - film TV (1968)
- Pater Brown - serie TV, episodio 03x01 (1968)
- Meine Schwiegersöhne und ich - serie TV, 8 episodi (1969-1970)
- Polizeifunk ruft - serie TV, episodio 04x11 (1970)
- Das Mädchen meiner Träume - film TV (1970)
- Hamburg Transit - serie TV, episodio 02x13 (1973)
- Algebra um acht - serie TV, episodio 01x18 (1973)
- Das Jahrhundert der Chirurgen - serie TV, 6 episodi (1972-1973)
- Engadiner Bilderbogen - serie TV, 13 episodi (1974)
- Das ohnmächtige Pferd - film TV (1975)
- Tatort - serie TV, episodio 01x60 (1975)
- Die Unternehmungen des Herrn Hans - serie TV, 20 episodi (1976-1977)
- L'ispettore Derrick - serie TV, episodio 04x08, regia di Theodor Grädler (1977)
- Detektiv Harvey - serie TV, episodio 01x03 (1978)
- Lady Audleys Geheimnis - miniserie TV (1978)
- Weekend - film TV (1980)
- Die Laurents - serie TV (1981)
- L'ispettore Derrick - serie TV, episodio 10x03, regia di Alfred Vohrer (1983)
- Kontakt bitte... - serie TV (1983)
- Kommissariat IX - serie TV, 4 episodi (1983)
- Der Raub der Sabinerinnen - film TV (1983)
- Nesthäkchen - serie TV, 6 episodi (1983)
- Drei Damen vom Grill - serie TV, 8 episodi (1985)
- Das Geheimnis von Lismore Castle - film TV (1986)
- Ein Heim für Tiere - serie TV, episodio 02x09 (1986)
- La casa del guardaboschi (Forsthaus Falkenau) - serie TV, 223 episodi (1989-2006)
- Die Männer vom K3 - serie TV, episodio 02x02 (1991)
- Wolff - Un poliziotto a Berlino - serie TV, episodio 01x07 (1992)
- La nave dei sogni - serie TV, episodio 01x24 (1994)
- Weißblaue Geschichten - serie TV, 1 episodio  (1995)
- Inseln unter dem Wind - serie TV (1995)
- Rosamunde Pilcher - Eine besondere Liebe - film TV (1996)
- Kap der guten Hoffnung - film TV (1997)
- Stimme des Herzens - film TV (2000)
- Anwalt des Herzens - film TV (2001)
- Entscheidung auf Mauritius - film TV (2002)
- Das Licht von Afrika - film TV (2003)
- Geheimnis der Karibik - film TV (2004)
- Fjorde der Sehnsucht - film TV (2007)
- Inga Lindström - Vickerby für immer - film TV (2007)
- Rosamunde Pilcher - Sieg der Liebe - film TV (2007)
- Dream Hotel - serie TV, episodio 01x10 (2008)
- SOKO 5113 - serie TV, episodi 34x03-36x10 (2008-2010)
- La magnifica coppa - film TV (2009)
- Der Bergdoktor - serie TV, episodio 04x10 (2011)
- SOKO Wismar - serie TV, episodio 08x18 (2012)

## Premi e riconoscimenti
- 1960: Terzo posto al BRAVO Otto come attore preferito
- 1991: Premio Romy come miglior attore in una serie televisiva per La casa del guardaboschi

## Doppiatori italiani
- Paolo Poiret ne La casa del guardaboschi[4]